# Михайловка (Кантемировский район)
Михайловка — село в Кантемировском районе Воронежской области России. Находится на речке Белой в 35 км от райцентра.
Административный центр Михайловского сельского поселения.

## География

### Улицы
| - ул. Будённого, - ул. Городок, - ул. Заречная, - ул. Красных Партизан, - ул. Крупской, - ул. Октябрьская, | - ул. Первомайская, - ул. Садовая, - ул. Советская, - ул. Солнечная, - ул. Школьная, - ул. Юбилейная. |

## История
Основана Михайловка в первой половине XVIII века на землях, принадлежащих помещику Тевяшову. Первоначальное название поселения «Степная Михайловка», впоследствии – «Михайловка», по имени корнета Михаила Тевяшова.
В 1780 году построена в селе каменная церковь, возле нее был господский двор с большим садом, в селе насчитывалось 274 двора. Крестьяне занимались хлебопашеством и платили помещику оброк в 3 руб. с души. Женщины, кроме полевых работ, искусно пряли лен, занимались рукоделием. В 1861 году в селе построен винокуренный завод, с 1871 года земством учрежден фельдшерский пункт. В 1877 году открыта земская школа, а с 1875 года открыта лечебница, в 1903 году – приходская школа. В селе было 426 дворов и 3055 жителей.
В годы революции крестьяне села подняли восстание и разгромили помещичье имение. Летом 1917 года они вели самовольную рубку помещичьего леса, а 7 ноября 1917 года самовольно стали делить имение помещика. Советская власть в Михайловке установлена в конце декабря 1917 года.
В мае 1918 года немцы вошли в Михайловку и стали хозяйничать в ней. Они вывезли из села 5 тысяч пудов хлеба, реквизировали 385 голов лошадей, расстреляли за отказ работать 20 крестьян и наказали плетьми 106 человек. В ответ на эти экзекуции крестьяне подняли восстание, изгнали оккупантов из села и создали вооруженный отряд самообороны. В конце июля 1918 года село захватили красновцы, затем деникинцы. В конце 1919 года село полностью освобождено от белогвардейцев.
В феврале 1921 года лучшее здание в Михайловке было отдано под библиотеку и читальный зал.
В 1924 году Михайловка стала центром одноименного района. В 1926 году в ней насчитывалось 613 дворов и 2987 жителей, имелось почтовое отделение, амбулатория, школа с 5 учителями, детдом для беспризорных, больница на 17 коек.
За годы первых пятилеток в районе были построены электростанция в Михайловке, инкубаторно-птицеводческая станция, в 1930 году возникла МТС, работала вальцовая мельница «Сельмука», ремонтная мастерская
В годы войны на битву с фашистами ушло 700 жителей Михайловки, с полей сражений не вернулись 340 человек. Летом 1942 года район оккупировали немцы. Они установили жесткий режим. Несколько дней они пытали заведующую парткабинетом Михайловского райкома партии Туряновскую. Не добившись от нее нужных сведений, расстреляли. На территории района действовали три партизанских отряда «За Родину» (командир Т. Д. Криворучко), отряд «Родина» и «Внезапный». От немцев Михайловка освобождена 16 января 1943 года в ходе Острогожско-Россошанской операции. С первых дней освобождения михайловцы приступили к восстановлению разрушенного войной народного хозяйства. В селе имеется братское захоронение, где покоится прах 119 воинов, погибших за освобождение села.
По состоянию на 1995 год, в Михайловке расположена усадьба ТОО «Михайловское», имеющего 7406 га пахотной земли. Товарищество многоотраслевое – выращиваются зерновые, зернобобовые, технические культуры, имеется молочное стадо и развито свиноводство.
В селе 413 дворов и 1030 жителей, имеется школа на 200 мест (22 учителя), больница на 25 коек с 13 человек медперсонала, Дворец культуры на 300 мест, аптека, столовая, баня, библиотека, музыкальная школа, приемный пункт, поликлиника (по состоянию на 1995 год). 